# Fatuleu
Fatuleu ist ein indonesischer Distrikt (Kecamatan) im Westen der Insel Timor.

## Geographie
| „Dorf“ (Desa) | Verwaltungssitz | Fläche     | Einwohner | Bevölkerungs- dichte |
| ------------- | --------------- | ---------- | --------- | -------------------- |
| Camplong I    | Oelmasi         | 20,60 km²  | 5461      | 265,1                |
| Camplong II   | Nismel          | 49,63 km²  | 3331      | 68,5                 |
| Naunu         | Oeltune         | 11,23 km²  | 2385      | 212,4                |
| Oebola        | Oelbeba         | 40,85 km²  | 2093      | 51,2                 |
| Sillu         | Enokaka         | 130,70 km² | 4780      | 36,6                 |
| Ekateta       | Ekatete         | 69,28 km²  | 2686      | 38,8                 |
| Tolnaku       | Nekon           | 17,00 km²  | 1416      | 83,3                 |
| Kuimasi       | Oelmasi         | 8,00 km²   | 2610      | 326,3                |
| Oebola Dalam  | Oelbola Dalam   | 19,00 km²  | 1106      | 58,2                 |
| Kiuoni        | Kolbate         | 35,00 km²  | 1242      | 35,5                 |

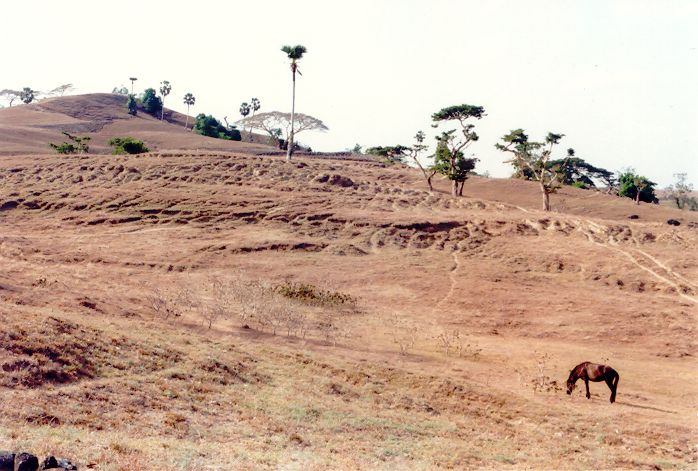
Trockenzeit

Der Distrikt befindet sich im Zentrum des Regierungsbezirks Kupang der Provinz Ost-Nusa-Tenggara (Nusa Tenggara Timur). Nördlich liegen die Distrikte Takari und Zentralfatuleu (Fatuleu Tengah), westlich Ostkupang (Kupang Timur) und südlich Amabi Oefeto und Ost-Amabi-Oefeto (Amabi Oefeto Timur). Im Osten reicht Fatuleu an den Grenzfluss zum Regierungsbezirk Südzentraltimor (Timor Tengah Selatan) mit seinem Distrikt Süd-Amanuban.
Fatuleu hat eine Fläche von 400,29 km² und teilt sich in das Kelurahan Camplong I und die neun Desa Camplong II, Naunu, Oebola, Sillu, Ekateta, Tolnaku, Kuimasi, Oebola Dalam und Kiuoni.  Im Territorium gibt es sehr große Höhenunterschiede. Während Kuimasi auf einer Meereshöhe von 29 m liegt, befindet sich Sillu auf 510 m. Das tropische Klima teilt sich, wie sonst auch auf Timor, in eine Regen- und eine Trockenzeit.

## Flora
Im Distrikt finden sich Vorkommen von Teak.

## Einwohner
2017 lebten in Fatuleu 27.110 Einwohner. 13.890 waren Männer, 13.220 Frauen. Die Bevölkerungsdichte lag bei 67,7 Personen pro Quadratkilometer. 2897 Personen bekannten sich zum katholischen Glauben, 12.361 waren Protestanten und I326 Personen muslimischen Glaubens. Im Distrikt gab es 14 katholische und 79 protestantische Kirchen sowie zwei Moscheen.

## Wirtschaft, Infrastruktur und Verkehr
Die meisten Einwohner des Distrikts leben von der Landwirtschaft. Als Haustiere werden Rinder (21.142), Pferde (169), Büffel (41), Schweine (7929), Ziegen (4274), Enten (477) und Hühner (29.854) gehalten. Auf 3189 Hektar wird Mais angebaut, auf 69 Hektar Reis, auf 22 Hektar Maniok, auf 431 Hektar Erdnüsse und auf 23 Hektar grüne Bohnen.
Daneben erntet man Senf, Orangen, Bananen, Mangos, Papayas, Jackfrüchte, Avocados, Stachelannonen, Kokosnüsse, Kakao, Kapok, Lichtnüsse, Arecanüsse, Kaffee, Cashewnüsse, Muskatnüsse und Tabak.
In Fatuleu gibt es 16 Kindergärten, 32 Grundschulen, 14 Mittelschulen und fünf weiterführende Schule. Zur medizinischen Versorgung stehen ein kommunales Gesundheitszentrum (Puskesmas) in Kuimasi und zehn medizinische Versorgungszentren (Puskesmas Pembantu) zur Verfügung. Zwei Ärzte, 17 Hebammen und acht Krankenschwestern arbeiten im Distrikt.
11,7 Kilometer Straßen sind asphaltiert. Mit Kies sind 32,5 Kilometer Straßen bedeckt. Einfache Lehmpisten im Distrikt haben eine Länge von 26,5 Kilometer.